# Sollevamento pesi ai Giochi della X Olimpiade - Pesi massimi
La competizione della categoria pesi massimi (oltre 82,5 kg) di sollevamento pesi ai Giochi della X Olimpiade si è svolta il giorno 31 luglio 1932 al  Grand Olympic Auditorium di Los Angeles

## Regolamento
La classifica era ottenuta con la somma delle migliori alzate delle seguenti 3 prove:
- Distensione lenta
- Strappo
- Slancio

Su ogni prova ogni concorrente aveva diritto a tre alzate.

## Risultati
| Pos.    | Atleta            | Nazione        | Totale | Distensione lenta | Distensione lenta | Distensione lenta | Strappo | Strappo | Strappo | Slancio | Slancio | Slancio |
| Pos.    | Atleta            | Nazione        | Totale | 1                 | 2                 | 3                 | 1       | 2       | 3       | 1       | 2       | 3       |
| ------- | ----------------- | -------------- | ------ | ----------------- | ----------------- | ----------------- | ------- | ------- | ------- | ------- | ------- | ------- |
| Oro     | Jaroslav Skobla   | Cecoslovacchia | 380,0  | 107,5             | 112,5             | 115               | 107,5   | 112,5   | 115     | 150     | 152,5   | -       |
| Argento | Václav Pšenička   | Cecoslovacchia | 377,5  | 110               | 112,5             | -                 | 110     | 115     | 117,5   | 147,5   | 147,5   | 152,5   |
| Bronzo  | Josef Straßberger | Germania       | 377,5  | 115               | 120               | 125               | 102,5   | 107,5   | 110     | 137,5   | 142,5   | 142,5   |
| 4       | Marcel Dumoulin   | Francia        | 342,5  | 90                | 95                | 97,5              | 102,5   | 107,5   | 110     | 135     | 140     | 145     |
| 5       | Albert Manger     | Stati Uniti    | 315,0  | 90                | 95                | 100               | 87,5    | 92,5    | 97,5    | 117,5   | 122,5   | 127,5   |
| 6       | Howard Turbyfill  | Stati Uniti    | 305,0  | 77,5              | 82,5              | 82,5              | 95      | 100     | 100     | 127,5   | 132,5   | 137,5   |